# San Martín (Chaco)

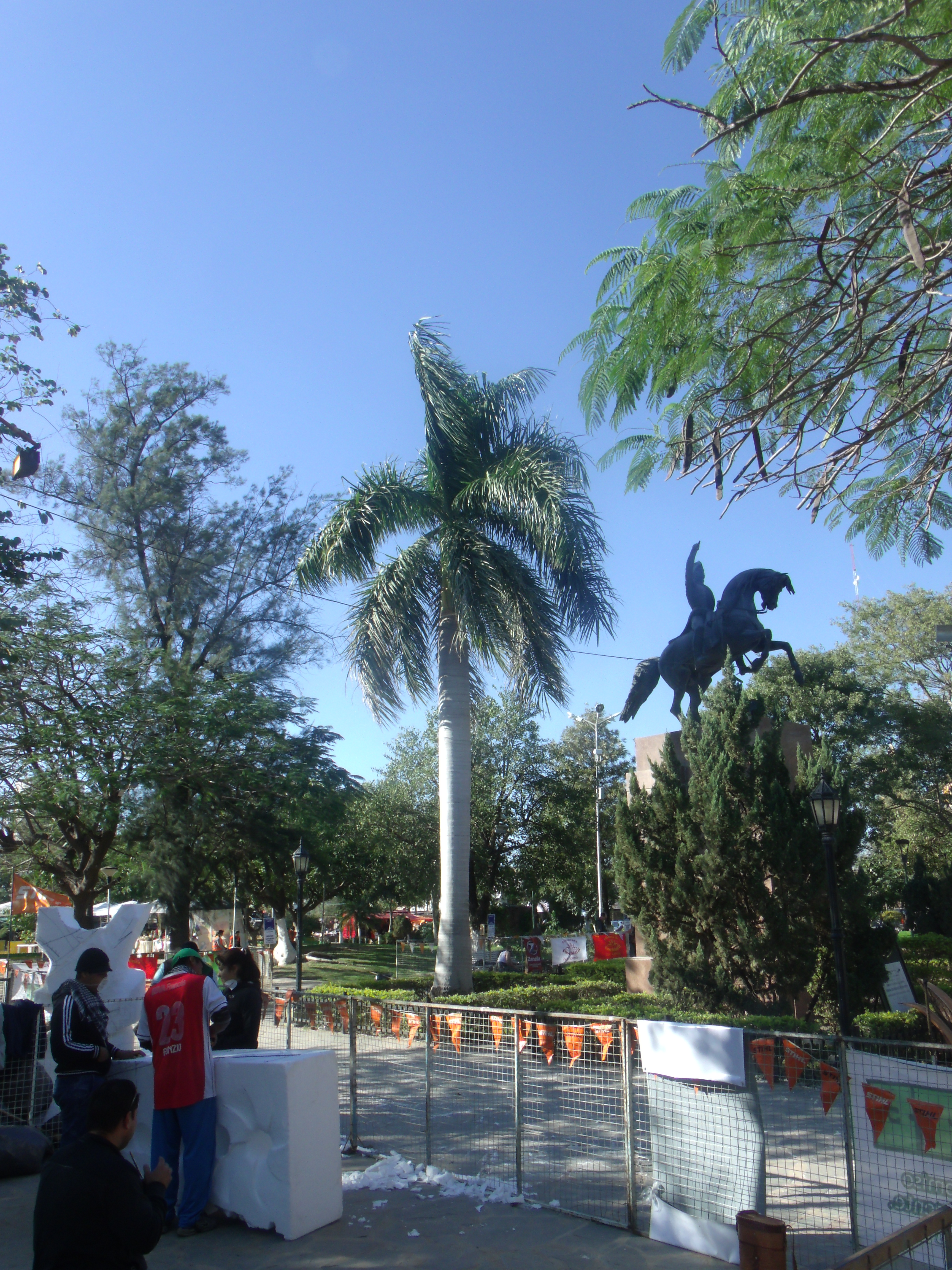
Concurso de creación de esculturas en la plaza principal de General José de San Martín, Chaco.

General José de San Martín es una ciudad argentina, originalmente fundada como El Zapallar, ubicada en el centro-este de la provincia del Chaco. Es cabecera del departamento Libertador General San Martín.
Es el centro de una zona que tiene rasgos productivos únicos en la provincia, donde los principales cultivos son el algodón, soja, tabaco, maíz y girasol, y también es muy importante la producción de ganado vacuno.
Los carnavales sanmartinianos son uno de los más importantes de la zona.

## Ubicación geográfica
Se encuentra a 1125 km de la Capital Federal y 115 km de la ciudad de Resistencia, capital de la provincia. El río Bermejo se encuentra a 20 km de la ciudad, y de él parte un acueducto que abastece de agua a la ciudad.

## Vías de acceso
La principal vía asfaltada de comunicación con el resto de la provincia es la ruta provincial 90, que la surca de sudeste a noroeste. La ruta provincial 3 pasa de este a oeste, y comienza su tramo asfaltado en esta localidad para desembocar en Pampa del Indio y Presidencia Roca, constituyéndose por tanto San Martín en un paso obligado para alcanzar estas localidades. La ruta provincial 7 (en octubre de 2009 en pavimentación) la cruza de este a sudoeste, y es una de las rutas provinciales terradas más importantes de la provincia. Otras rutas provinciales que la atraviesan son la 32 (al oeste la vincula con Ciervo Petiso), la 33 que la comunica al este con Selvas del Río de Oro y la 11 que la vincula al sur con La Verde.
Además existen numerosos caminos vecinales terrados que la comunican con las numerosas colonias agrícolas circundantes. El Puente Libertad sobre el río Bermejo, cercano a esta ciudad, une la orilla chaqueña con la localidad de El Colorado en la provincia de Formosa. El ramal de ferrocarril que originalmente unía a la localidad con Lapachito fue desmantelado durante la década de 1980.
La ciudad de General José de San Martín cuenta con un aeródromo de tierra operable para máquinas de pequeña capacidad.

## Historia
En la época territoriana se llamó El Zapallar al pueblo ubicado en la denominada Colonia Pastoril, situada unos 120 kilómetros al norte de la ciudad de Resistencia.
Esta ciudad fue creada por decreto de fecha 29 de abril de 1909, aunque las mensuras y división, realizadas por el agrimensor sueco Ulrico Greiner, culminaron recién el 2 de julio de 1913. Fundada con el nombre de El Zapallar, su progreso fue lento como consecuencia de la falta de comunicaciones.
Entre los años 1910 y 1920 se aventuraron a estas tierras los primeros pobladores del lugar, los señores Jorge Bianchi, Manuel Martínez, Fernando Carrasco, Reinaldo Greiner, Godofredo Zimmerman, los hermanos Alonso, Fernando y Federico Schulz, los hermanos Gorostegui, Pedro Pentenero y otros.
La primera insinuación de progreso comenzó en 1917 cuando Juan Godoy inauguró una precaria línea de colectivos que cubría el trayecto desde Resistencia.
En 1924 contaba con 5 000 habitantes siendo, en ese entonces, capital del "Departamento Toba". Tenía además comisaría, juzgado de paz, registro civil, club social, estafeta de correos y servicio telegráfico. Ese año se creó la “Asociación Agrícola Ganadera El Zapallar” verdadero baluarte en el progreso de la región. Tuvo notable gravitación en el progreso de la ciudad el ferrocarril Quijano, ramal fundado por el futuro vicepresidente argentino Hortensio Quijano, cuya traza fuera promovida por pedido de los pobladores para lograr la conexión con Lapachito.
La parroquia de San Antonio de Padua fue creada en el 23 de mayo de 1937, con decreto del Obispo Monseñor De Carlo. Inicialmente abarcaba todo el departamento; actualmente abarca las 11 comunidades de la ciudad, otros tres pueblos (Pampa Almirón, La Eduvigis y Selvas del Río de Oro) y 31 colonias con atención pastoral.
En 1928 por decreto del presidente Yrigoyen se creó la Comisión de Fomento. En 1934 se creó la Municipalidad manteniéndose el mismo ejido: 7 989 ha, 97 a y 88 ca.

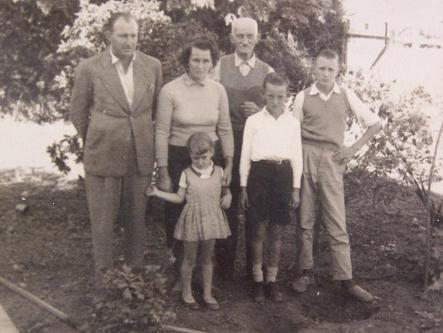
Federico Schulz y familia. Uno de los primeros pobladores de El Zapallar.

## Gobierno y administración
En 2012 el municipio dictó su carta orgánica.
El Poder Ejecutivo de la ciudad es ejercido por un intendente, electo por el voto popular en forma directa para un mandato de cuatro años.

## Economía
La Cámara Regional Económica "El Zapallar" es una agremiación de comerciantes, industriales, profesionales y productores con más de 50 años de trayectoria, y una de las Cámaras fundadoras de la Federación Económica del Chaco.

## Toponimia
Las plantaciones de zapallos dieron origen al nombre original de la ciudad, que aún conserva una colonia cercana y varias instituciones de la zona. En realidad existen dos versiones sobre estas grandes plantaciones de zapallos: una dice que en el lugar vivía una tribu cuya dieta consistía básicamente de este vegetal que crecía casi en forma libre; la otra dice que uno de los primeros pobladores de la zona tenía una gran plantación de la misma.
Desde 1955 se llama General José de San Martín, en homenaje al militar que lideró las batallas por la independencia de Argentina, Chile y Perú. El motivo del abandono del primer nombre es que no se lo consideraba digno de una pujante localidad, el cambio se realizó basándose en una propuesta de los propios pobladores.

## Medios de comunicación
Existen más de una docena de emisoras de radio FM; dos son homologadas por el COMFER y las restantes tienen sus presentaciones en trámite; un sistema de televisión por cable; una repetidora de canal 9 de Resistencia; más tres corresponsalías de diarios provinciales, servicio telefónico, que está cubierto por la empresa Telecom. También posee servicio de Internet vía Wi-Fi y acceso telefónico. Las emisoras radiales son: Radiodifusora El Zapallar; Radio Latina; Radio Universo; Radio L.C.; Radio TOP, Radio 100 Express; Radio Horizonte;Radio Impacto(RADIO CRISTIANA EVANGÉLICA)nacida el 26 de marzo de 2009; Radio Sensaciones; Radio MAS; y Radiodifusora el Zapallar, la última que nació el 13 de junio de 2012 coincidiendo con el día del patrono de la ciudad, con todos los integrantes de Radiodifusora Dehoniana El Zapallar, que cerro sus micrófono el 31 de mayo de 2012, en la frecuencia de Radio Dehoniana utiliza para retransmitir Radio María.

## Educación
Cuenta con escuelas de educación primaria, educación secundaria (de comercio, bachillerato, técnica, tecnológica, Agropecuaria y E.F.A. con Alternancia), y también con un Instituto de Nivel Terciario que posee varias carreras: Lengua, Matemática, Química, Bibliotecología, Profesorado para Educación Especial, Profesorado de Artes Visuales, Profesorado de Nivel Primario y profesorado en nivel inicial. Además, cuenta con un Centro de Educación Física que además de brindar elementos e instalaciones a numerosas Instituciones Educativas del medio, cuenta con más de 900 alumnos propios y desarrolla variadas y múltiples actividades recreativas y deportivas direccionadas a niños, jóvenes y adultos de la localidad. Esta Institución ha organizado en los años 1991, 1994 y 2004 sendos Torneos Nacionales de Voleibol entre las actividades deportivas más significativas.

## Voluntariado social
- Asociación Cultural Sanmartiniana
- Asociación Amigos del Hospital
- Asociación Amigos del Hogar de Ancianos “Cristo Rey”..
- Consejo Pastoral Evangélico
- Rotary Club Internacional
- Club de Leones
- Club Ciclista
- Club de Aeromodelistas
- Liga de Fútbol del Norte
- Bomberos voluntarios

Por otro lado, los pobladores cuentan con varias escuelas de danzas nativas, diversos talleres de dibujo y pintura, y además desarrollan talleres literarios, de los cuales han surgido algunos representantes de la literatura provincial.
Una actividad que destaca a la ciudad en su ámbito es la realización de los Carnavales, frecuentemente referidos como los más importantes del Chaco. Además se desarrollan eventos tales como encuentros nacionales de escultura, encuentros de motoqueros, festivales de danzas y campeonatos de fútbol, de voleibol y de tenis.
También se llevan a cabo obras teatrales en el Teatro General José de San Martín, reinaugurado el 17 de septiembre de 2005. Esta sala teatral es considerada como una de las mejores de la provincia, y representa una verdadera obra arquitectónica por sus dimensiones y características.

## Población
Cuenta con 28,124 habitantes (Indec, 2010), lo que representa un incremento del 15% frente a los 25,780 habitantes (Indec, 2001) del censo anterior. Esta magnitud la situaba en 2001 como el cuarto aglomerado más poblado de la provincia.
| Gráfica de evolución demográfica de General José de San Martín entre 1991 y 2010 |
|                                                                                  |
| Fuente: censos nacionales del INDEC                                              |

En el municipio el total ascendía a los 31,758 habitantes (Indec, 2001).

## Iglesia católica
En el año 1935 Fray Ireneo Bellacci, cura vicario de Las Palmas, bendice la piedra fundamental de la capilla San Antonio de Padua; el señor Enrique Burlli preside la comisión pro capilla.
Año 1937: se da una atención pastoral esporádica de los misioneros franciscanos; la comisión pro capilla, presidida por Virginia Mutti de Rastellini, invita al Obispo De Carlo a bendecir la capilla; el 30 de abril el mismo obispo firma el decreto de erección canónica de la parroquia de San Antonio, que entra en vigor el 23-05-1937; la parroquia abarca todo el departamento Tobas. El 13 de junio Mons. De Carlo bendice el templo parroquial; el misionero jesuita padre Perpetua atiende desde junio de 1937 hasta febrero de 1938; luego se hace cargo transitoriamente el Párroco de Resistencia; los primeros párrocos de la parroquia son el padre KRONEIS FLORIÁN (1941-1942);ASAS JORGE (1943-1944);parr. Vacante en 1945; ANZOÁTEGUI VÍCTOR (1946); a partir de 1947 se hace cargo de la parroquia la Congregación Dehoniana, con los siguientes párrocos ( en negrita) y vicarios: LEONE JOSÉ (1947-48 y 52-55), RAVASIO CAMILO (1948-1951); PIEZCARA ANATOLIO (1948; DI PAOLO LUIS (1948-55); NEGRI CARLOS (1950-53);	SERUGHETTI FRANCISCO (1951-52 y 1958-65); VANONI EMILIO (1952-53)	CARRARA JULIÁN (1956-60);NESPOLI LEON (1961-64); MARELLA CARLOS (1957-63); MUNARO JOSÉ (1960-61); ROSSI ISAÍAS (1960-65); MARTINI GINO (1964-1972); CELLI PABLO 1965-71); MORASCHETTI MARIO (1966-71); BONCI RODOLFO (1973-1977); MARIANNI GUIDO (1969-75); STUCCHI LUIS (1971); ROAT LUCIANO (1973-80 y 1981-83); CACCIN JOSE (1973-80 y 1998-2002); 	CLERICI EUFRASIO (1973-78 y 1996-2004);
MARTINELLI JOSÉ (1973-78, 1978-80 y 2003); FLAIM TOMÁS (1974); BARBIERI JUAN (1979-80); D'AGOSTINI TARCISIO (1979-1980 y 2000);CRUZ ESTANISLAO(1981-85); LOVATO MARIO (1981-89); DURELLO GERVASIO (1981-83 y 2002 ss)	MENONCIN DINO (1983-1993); PALENTINI MARCELINO 1984-1995); RAISE VICENTE (1984-93); GONZÁLEZ HÉCTOR (1994-99); ZOBBI PEDRO (1994-95 y 2008ss); MORÍNIGO ESTEBAN (1997); PIUBENI FRANCISCO (1994-2002); CAVALIERE HILARIO (2003 ss); EXNER GUILLERMO (2004); TONINATO GERMÁN (2005ss).
Inicialmente la parroquia abarcaba todo el departamento; a partir de 1965, otro sacerdote se establece en Pampa del Indio, que llegará sucesivamente a ser parroquia, incluyendo también Presidencia Roca y todas las colonias pertenecientes a los dos municipios; en 2005 las comunidades de Ciervo Petiso y Laguna Limpia, con sus colonias, pasaron a la parroquia Santa Ana de Colonias Unidas.
Actualmente la parroquia San Antonio abarca 11 comunidades (barrios) de la ciudad de Gral. J. de San Martín, 3 pueblos (Pampa Almirón, La Eduvigis y Selvas del Río de Oro) y 31 pequeñas comunidades (colonias).

## Flora y fauna
Aunque no presenta la misma característica de la época de El Zapallar, debido al crecimiento demográfico y a la deforestación para la explotación de nuevos cultivos, la flora de la región presenta un variado número de especies arbóreas, entre las que se destacan: quebracho colorado y blanco, urunday, guayacán, algarrobo, guayaibí, espina corona, ybyrá pytá, etc.
En cuanto a la fauna, se caracterizan especies como el guazuncho, chancho del monte o taitetá, oso hormiguero, comadreja, zorrillo, nutria, zorro, aguará guazú, carpincho, cuis, iguana, yacaré, tortuga, tatú; además de monos de las especies carayá, miriquiná y caí.
Entre los reptiles aparecen: yarará, cascabel, de la cruz, ñacaniná, curiyú y coral.